# السير والتراجم
السير والتراجم هي نوع من الأنواع الأدبية التي تتناول التعريف بحياة رجل أو أكثر، تعريفا يطول أو يقصر، وإحدى أصناف العلوم الإنسانية، التي تهتم بحياة الأشخاص والأعمال التي قاموا بها خلالها.

## كتب السير
تتحدث كتب السير عن سيرة حياة فرد، وغالباً مايكون هذا الفرد رجلاً عظيماً، أحدث نقلة نوعية في التاريخ، كالأنبياء والملوك والعلماء وقادة الجيوش وغيرهم ممن لهم أعمال تستحق أن تنتقل للأجيال اللاحقة وذلك لأهداف تربوية على المستوى التربوي والتعليمي، أو للفخر بها على مستوى الأوطان والأعراق.

## كتب التراجم
تجمع هذه النوعية من الكتب نبذ مختصرة أو مفصلة لعدد كبير من الأعلام سواءٌ كانوا عظماء كالأنبياء والعلماء والملوك أو أناس عاديين ولكن لهم أعمال أو مواقف بسيطة خلدها التاريخ لهم، كالشعراء المغمورين وكتبة الملوك وحُجّابهم والرواة وطلاب العلم.

## من الأمثلة على كتب السير والتراجم
1. كتاب: سيرة النبي ﷺ لابن هشام.
2. كتاب التاريخ الكبير للبخاري.
3. كتاب: الوافي في الوفيات للصفدي.
4. كتاب: البلغة في تراجم أئمة النحو للفيروزابادي.
5. كتب: الطبقات للأعلام.
6. سِيَر أعلام النبلاء للإمام الحافظ شمس الدين الذهبي